# Вичитватакан, Вичит
Вичит Вичитватакан (тайск. วิจิตร วิจิตรวาทการ; наст. имя «Кимлианг Ваттханапруда»; 11 августа 1898, Утхайтхани, Таиланд — 31 марта 1962) — тайский дипломат, государственный деятель и писатель, министр иностранных дел Таиланда (1942—1943), считается вдохновителем тайского национализма и политики модернизации страны.

## Биография
Родился в семье мелкого садовода и торговца. По линии двоюродного брата он был частично китайского происхождения, однако воспитан был исключительно в тайских традициях. Позже, в качестве представителя идеологии тайского национализма и антикитайского расизма, он отрицал свои китайские корни.
В 1910 г. он отправился в Бангкок, чтобы продолжить учебу в буддисткой школе при монастыре Ват Махатхат. В 1916 г. окончил её с лучшим выпускным баллом, самостоятельно выучил английский и французский, поскольку в школе было запрещено изучать иностранные языки. В течение двух лет преподавал в школе при монастыре.
В 1918 г. покинул храм и поступил на дипломатическую службу. Сначала он занимал малозначительные должности в системе МИД, однако, начав самостоятельно изучать право, через два года сдал экзамен, открывший путь по карьерной лестнице. В 1921—1927 гг. служил в посольствах в Париже, а затем — в Лондоне. Одновременно в Париже изучал политические науки и сблизился с будущими премьер-министрами Таиланда Пибунсонграмом и Приди Паномионгом.
Получил почетный феодальный титул Луанг Вичитватакан, с этим именем он и приобрел последующую известность. В 1932 г. вступил в партию Кхана Ратсадон («Народная партия»), активная деятельность которой привела к замене абсолютной монархии конституционной.
- 1934—1942 гг. — генеральный директор Управления по изобразительному искусству. Одновременно преподавал историю и право в двух ведущих университетах Таиланда: им. Чулалонгкорна и Таммасатском. С отменой феодальных титулов в 1942 г. принял гражданское имя Вичит.
- 1942—1943 гг. — министр иностранных дел Таиланда, отвечал за переговоры о свободном проходе по территории страны японской армии в обмен на сохранение суверенитета и независимости Таиланда.

В 1943—1945 гг. — посол в Японии, был арестован американскими оккупационными силами вместе с послами Германии и Италии и членами японского кабинета. Только благодаря усилиям жены получил свободу, она сумела убедить американцев, что, разрешая японцам пройти по территории Таиланда, политик находился в безвыходном положении, пытаясь предотвратить оккупацию страны. В результате генерал Дуглас Макартур позволил ему вернуться в Таиланд на американском самолете. Однако, по прибытии в Бангкок, он был вновь арестован и по решению послевоенного правительства премьер-министра Куанга Апхайвонга вместе с бывшим премьер-министром фельдмаршалом Пибунсонграмом заключён в тюрьму. Впоследствии все обвинения с них были сняты за отсутствием доказательств сотрудничества с японскими милитаристами и оба политика были выпущены на свободу.
В 1947 г. выступил активным участником военного переворота фельдмаршала Пибунсонграма;
- 1947—1952 гг. — министр финансов и экономики,
- 1952—1953 гг. — посол в Индии,
- 1953—1957 гг. — посол в Швейцарии, Австрии и Югославии.

В 1958 г. поддержал военный переворот во главе с фельдмаршалом Сарасином. Был назначен на должность специального помощника (Paladbunchagarn) премьер-министра, эквивалентную должности заместителя главы кабинета. На этом посту активно проводил националистическую политику Сарасина.

## Идеология и литературное творчество
Являлся поклонником лидера итальянских фашистов Бенито Муссолини. Как главный идеолог премьера Пибунсонграма, проводил активную пропагандистскую работу в СМИ, призывал к «освобождению» потерянных в ходе колонизации Великобританией и Францией территорий, объединению рассеянной «тайской семьи наций». Тогдашний посол Великобритании в Бангкоке сэр Джозайя Кросби назвал его «карманным доктором Геббельсом».
Вичит был плодовитым драматургом. Он писал в основном националистические драмы, в которых стремился привнести в массовое сознание базовые идеологические установки об истории Таиланда. В произведении «Кровь Супханбури» (1936) главная героиня, молодая женщина, объединяет соотечественников в борьбе против бирманского вторжения. Образ бирманцев как главных врагов тайцев прослеживается и в других произведениях писателя. В «Наньчжао» (1939) появляется новый противник — китайцы, напавшие на историческое королевство Наньчжао, это произведение стало частью антикитайской внутренней политики правительства Пибунсонграма.
В драме «Власть короля Рамкамхенга» (1954) писатель задает образ идеального тайского государя, который с состраданием относится к своему народу и решительно борется за территориальное расширение государства. В целом он считал эпоху Сукхотаи «золотым веком» Таиланда, на который следует ориентироваться и в современных условиях. Вичит полагал, что в те времена в стране были реальные свободы, которые впоследствии были утеряны под влиянием индийского и камбоджийского деспотизма.
В своих работах он сочетал национализм с воинственным феминизмом. В частности, Лыет Супхан из «Крови Супханбури», взяла в руки оружие и участвовала в освободительной войне наравне с мужчинами. В романе «Море любви, бездна смерти» (1949) в центре повествования находятся простые женщины из низших классов. В произведениях Вичита представлен совершенно новый, современный, борющийся образ тайских женщин. В посмертно изданном романе «Создание жизни» сюжет основан на истории борьбы крестьянской девушки против социальной несправедливости, эксплуатации и разрыва между городом и деревней.
Кроме того, он принимал участие в радиопрограммах, писал об истории, религии, культуре и развитии личности. Его труд «Всеобщая история» (1929) стал первым научным бестселлером в Таиланде. В общей сложности Вичит опубликовал 49 книг по истории, о выдающихся людях и по теме развития личности, 24 пьесы, 24 тома его лекций как университетского преподавателя, 84 романов и рассказов.

## Основные произведения

### Драмы
- Luk Ratthathammanun («Дети Конституции»), 1934
- Пхра Наресуан Prakat Itsaraphap («Король Наресуан объявляет о независимости»), 1934
- Lueat Suphan («Кровь Супханбури»), 1936
- Prachao Krungthon («Король Тхонбури»), 1937
- Chaoying Saenwi («Принцесса Сенви»), 1938
- Маха Тхеви («Великая королева»), 1938
- Nanchao, Наньчжао, 1939
- Anuphap Phokhun Ramkhamhaeng («Власть короля Рамкамхенга»), 1954

### Романы
- Хуан Рак Haew Luk («Море любви, бездна смерти»), 1949
- Sang Chiwit («Создание жизни»), 1971 (посмертно)

### Научно-популярная литература
- Prawattisat Sakhon («Всеобщая история»), 12 томов, 1929-31
- Mahaburut («Великие люди»), 1952